# Antoine Coppieters de Tergonde

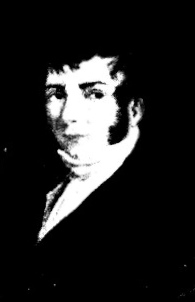
Portret van Antoine Coppieters de Tergonde

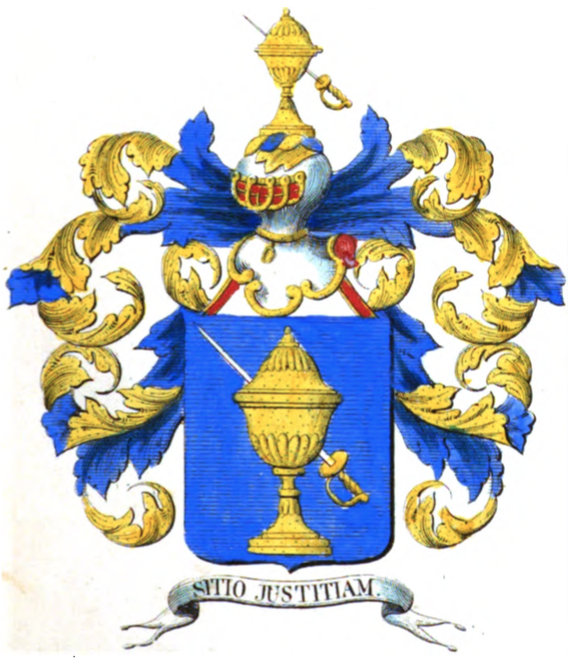
Wapen van de familie Coppieters

Charles Antoine Coppieters de Tergonde (Kortrijk, 11 november 1757- Brussel, 8 mei 1831) was burgemeester van Kortrijk.

## Levensloop
Antoine Coppieters was een zoon van Eleonore-Maximilien Coppieters (1727-1808), de enige overlevende zoon van Charles-Henri Coppieters, en van Jeanne Coppieters. Hij trouwde in 1780 met de Ieperse Marie-Geneviève Colenbuen (1752-1812). Ze kregen acht kinderen, maar in de volgende generatie doofde deze familietak uit.
Hij vestigde zich in de geboortestad van zijn echtgenote en vroeg zelfs vrijstelling van de regel die de minimumleeftijd van 25 jaar vereiste om schepen te kunnen worden. Hij was er slechts 23 en de vrijstelling werd hem geweigerd.
Hij keerde naar Kortrijk terug en werd er burgemeester van 1793 tot aan de aankomst van de Franse troepen midden 1794. Hij vluchtte toen naar Assenede, waar het achtste kind in het gezin geboren werd. Hij woonde nadien met zijn gezin een tijdje bij de Brugse burgemeester Robert Coppieters, alvorens naar Kortrijk terug te keren, waar zijn woning veel schade had geleden.
Van 1804 tot 1814 was hij directeur van de verenigde rechten voor het departement Samber en Maas en ging in Namen wonen. Onder het Verenigd Koninkrijk der Nederlanden was hij van 1815 tot 1818 directeur en ontvanger van indirecte belastingen voor de provincie West-Vlaanderen. In 1822 werd hij erkend in de erfelijke adel en kreeg hij de titel ridder, overdraagbaar bij eerstgeboorte.
In 1818 werd hij directeur van de Koninklijke Loterij en bleef dit tot aan zijn dood. Hij ging in Brussel wonen, waar hij overleed.